# Romillé
Romillé is een gemeente in het Franse departement Ille-et-Vilaine (regio Bretagne). De plaats maakt deel uit van het arrondissement Rennes. Romillé telde op 1 januari 2022 4.154 inwoners.

## Geografie
De oppervlakte van Romillé bedroeg op 1 januari 2022 28,67 vierkante kilometer; de bevolkingsdichtheid was toen 144,9 inwoners per km².

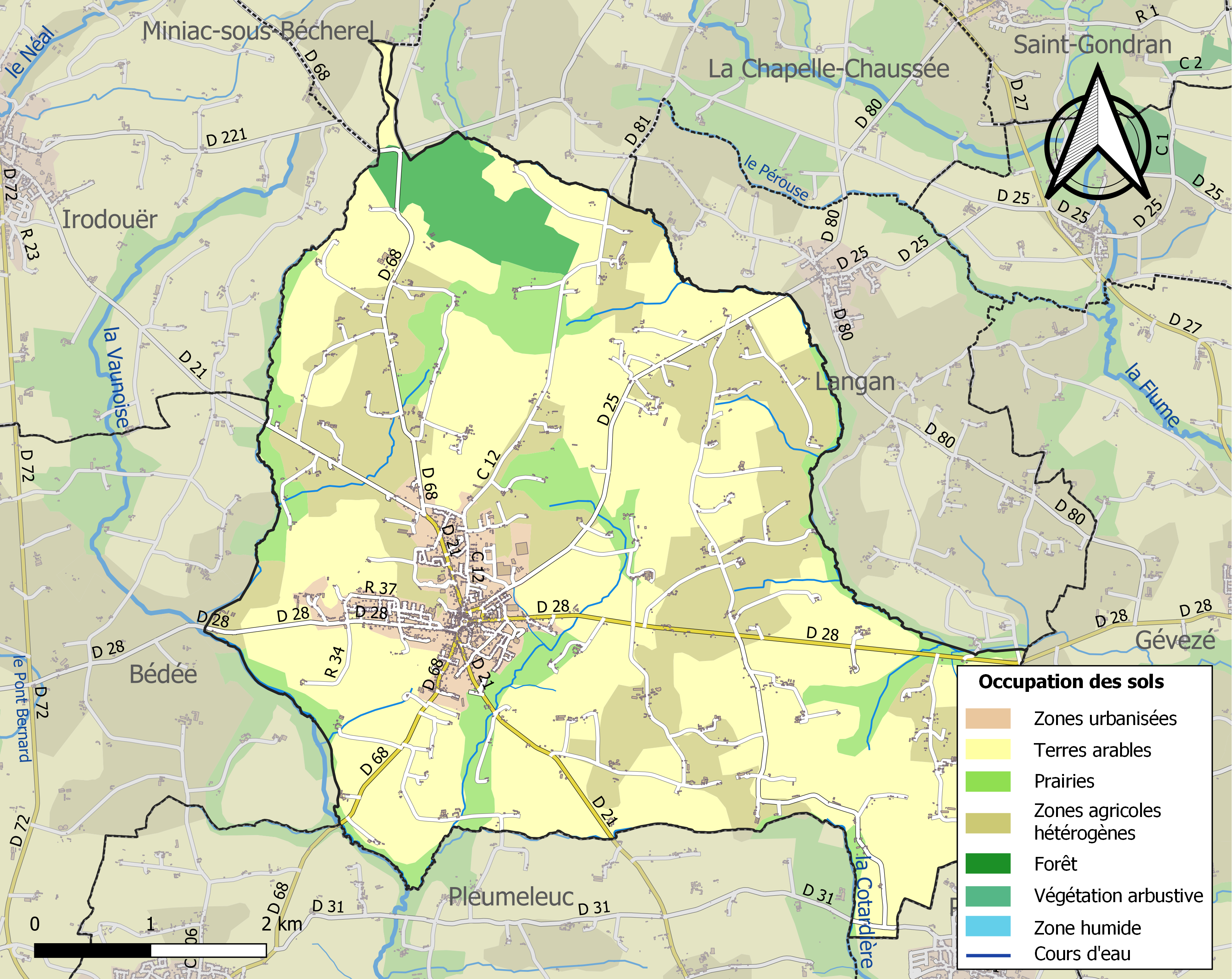
Kaart van de gemeente met belangrijkste infrastructuur, bodemgebruik en omliggende gemeenten

## Demografie
Onderstaande figuur toont het verloop van het inwonertal, bron: INSEE-tellingen. 

## Geboren
- Gérard Rué (1965), wielrenner